# Gedikpınar, İnegöl
Gedikpınar là một xã thuộc huyện İnegöl, tỉnh Bursa, Thổ Nhĩ Kỳ. Dân số thời điểm năm 2011 là 182 người.